# 吳進義
吳進義（1679年—1762年），陝西（陕西都指挥使司）寧朔人（宁夏银川人），字子恆，清朝軍事將領。
吳進義出身於軍事世家，父親吳開圻為武進士，官至雲南元江副將；叔父吳開增官至浙江溫州總兵；叔祖吳坤則為武舉人，官至貴州永北總兵。
吳進義少年入伍，隨振武將軍孫思克征討噶爾丹，署理守備。後借補千總，調往江南。此後歷任江南提標右營守備、游擊，提標中營參將，台州協副將，杭州協副將。雍正八年（1730年），升任浙江黃巖鎮總兵。乾隆二年（1737年），改任江南壽春鎮總兵，賞戴花翎。乾隆六年（1741年），擢升為江南提督。乾隆十一年（1746年），改任浙江提督。乾隆十四年（1749年），改任福建陸路提督。乾隆十六年（1751年），復任浙江提督。乾隆十八年（1753年），以提督銜署直隸宣化鎮總兵。不久，改任直隸古北口提督。乾隆二十三年（1758年），加太子少保。乾隆二十七年（1762年）去世，終年84歲，加太子太保，諡壯慤。

## 延伸阅读
[在维基数据编辑]
 《清史稿·卷317》，出自趙爾巽《清史稿》
 《清史稿·卷317》